# In Guezzam
In Guezzam es un municipio (baladiyah) de la provincia o valiato de In Guezzam en Argelia. En abril de 2008 tenía una población censada de 7045 habitantes.
Se encuentra ubicado al sur del país, en el desierto del Sahara, cerca de la carretera Transahariana, junto a la frontera con Níger.

## Clima
| Parámetros climáticos promedio de In Guezzam | Parámetros climáticos promedio de In Guezzam | Parámetros climáticos promedio de In Guezzam | Parámetros climáticos promedio de In Guezzam | Parámetros climáticos promedio de In Guezzam | Parámetros climáticos promedio de In Guezzam | Parámetros climáticos promedio de In Guezzam | Parámetros climáticos promedio de In Guezzam | Parámetros climáticos promedio de In Guezzam | Parámetros climáticos promedio de In Guezzam | Parámetros climáticos promedio de In Guezzam | Parámetros climáticos promedio de In Guezzam | Parámetros climáticos promedio de In Guezzam | Parámetros climáticos promedio de In Guezzam |
| Mes                                          | Ene.                                         | Feb.                                         | Mar.                                         | Abr.                                         | May.                                         | Jun.                                         | Jul.                                         | Ago.                                         | Sep.                                         | Oct.                                         | Nov.                                         | Dic.                                         | Anual                                        |
| -------------------------------------------- | -------------------------------------------- | -------------------------------------------- | -------------------------------------------- | -------------------------------------------- | -------------------------------------------- | -------------------------------------------- | -------------------------------------------- | -------------------------------------------- | -------------------------------------------- | -------------------------------------------- | -------------------------------------------- | -------------------------------------------- | -------------------------------------------- |
| Temp. máx. media (°C)                        | 26.5                                         | 29.3                                         | 33.7                                         | 38.3                                         | 41.0                                         | 41.6                                         | 40.1                                         | 39.0                                         | 38.9                                         | 37.0                                         | 32.6                                         | 28.4                                         | 35.5                                         |
| Temp. media (°C)                             | 18.6                                         | 21.1                                         | 25.3                                         | 30.1                                         | 33.3                                         | 34.6                                         | 33.3                                         | 32.4                                         | 31.8                                         | 29.3                                         | 24.6                                         | 20.6                                         | 27.9                                         |
| Temp. mín. media (°C)                        | 10.7                                         | 13.0                                         | 17.0                                         | 22.0                                         | 25.6                                         | 27.6                                         | 26.5                                         | 25.9                                         | 24.8                                         | 21.6                                         | 16.6                                         | 12.8                                         | 20.3                                         |
| Lluvias (mm)                                 | 0                                            | 0                                            | 0                                            | 0                                            | 1                                            | 3                                            | 7                                            | 23                                           | 9                                            | 0                                            | 0                                            | 0                                            | 43                                           |
| Fuente: Climate-data.org                     |                                              |                                              |                                              |                                              |                                              |                                              |                                              |                                              |                                              |                                              |                                              |                                              |                                              |